# Olga Květoňová-Klímová
Olga Květoňová-Klímová, v matrice Olga Marie (1. listopadu 1899 Kostelec nad Orlicí – 12. července 1986 Rychnov nad Kněžnou) byla česká spisovatelka

## Životopis
Rodiče Olgy byl Jiří Klíma, katolík, profesor na reálné škole v Kostelci nad Orlicí (* 13. března 1874 Mnichovo Hradiště) č. 231. Matkou byla Marie Klímová-Habeltova (* 26. prosince 1866 Rychnov nad Kněžnou). Oddáni byli 27. srpna 1898 v Potštejně.
Po roce 1900 se rodina z Kostelce přestěhovala do Prahy na Žižkov. Otec Olgy byl na Žižkově profesorem státní reálky, lektorem pedagogiky při ČVUT v Praze, redaktorem, spisovatelem a překladatelem. Olga vystudovala historii na Filozofické fakultě Karlovy univerzity. Dne 4. září 1926 byla oddána s Vladislavem Květoněm. Její studie O mistru Janu Husovi byla poctěna cenou při literární soutěži rozepsané Ministerstvem školství a národní osvěty

## Dílo

### Studie
- O mistru Janu Husovi 1415. (Naše světla, obrazy z dějin osvěty a práce pro mládež)[1] – Olga Klímová. Praha: Státní nakladatelství, 1920
- Styky Bohuslava Balbína s českou šlechtou pobělohorskou – Olga Květoňová-Klímová. Praha: Čs. akademie věd: Historický ústav, 1927